# Marokkaanse dirham
De dirham is de munteenheid van Marokko. Eén dirham is honderd centime. Dirham is afgeleid van het Oud-Griekse drachme, wat een handvol betekent.
De volgende munten worden gebruikt: 10, 20 en 50 centime en 1, 2, 5, en 10 dirham. Het papiergeld is beschikbaar in 20, 50, 100 en 200 dirham.

## Geschiedenis
De eerste munten die circuleerden in het gebied van Marokko, waren munten van het Romeinse Rijk. Tijdens de overheersing van het land door verschillende islamitische dynastieën, werden de daarbij behorende munten gebruikt. In 1881 reformeerde sultan Hassan I de monetaire organisatie van Marokko met de uitgave van de Rial Hassani (MAH), die gelijk was aan 10 Franse franken. In het begin van de 20e eeuw was het land verdeeld in verschillende protectoraten, zodat Franse, Spaanse en Britse munteenheden ook legaal in het land werden gebruikt. In Spaans-Marokko werd de Spaanse peseta, ook na de onafhankelijkheid, tot in 1958 gebruikt naast de in 1956 gevormde Marokkaanse frank, die een verhouding van 1:10 peseta's had. De Franse frank werd gebruikt in Frans-Marokko. Van 1914 tot 1924 werden daar Algerijnse franken gebruikt. In 1959 werd voor geheel Marokko de Marokkaanse dirham ingevoerd in een verhouding van 1 dirham : 100 frank.
In de Westelijke Sahara is de Marokkaanse dirham de nationale munteenheid. In het betwiste Ceuta en Melilla in het noorden van Marokko wordt naast de euro ook de Marokkaanse dirham onofficieel gebruikt door de Marokkaanse diaspora.